# Asterropteryx atripes
 Asterropteryx atripes  es una especie de peces de la familia de los Gobiidae en el orden de los Perciformes.

## Morfología
- Los machos pueden llegar a alcanzar los 2,2 cm de longitud total.
- Número de vértebras: 26.[1]

## Hábitat
Es un pez de Mar y, de clima subtropical y asociado a los arrecifes de coral que vive hasta los 25 m de profundidad.

## Distribución geográfica
Se encuentran en las Islas Ryukyu e Islas Filipinas.

## Observaciones
Es inofensivo para los humanos.